# Sahand
Le Sahand (en persan سهند) est le plus haut sommet de la province d'Azerbaïdjan oriental en Iran.

## Toponymie
Sahand est aussi le nom d'une frégate iranienne de la classe Saam, coulée lors de l'opération Praying Mantis par les forces américaines en 1988.

## Géographie

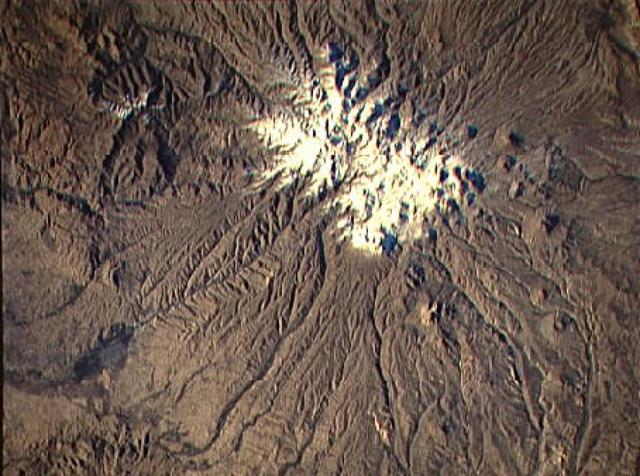
Image satellite du Sahand.

C'est une des plus hautes montagnes de l'Azerbaïdjan iranien et c'est aussi un volcan inactif important dans le pays. Le Sahand est situé au sud de Tabriz et son plus haut pic est le Jam Daqi avec une altitude de 3 707 m. On peut compter environ 17 pics de plus de 3 000 mètres dans cette montagne. Il est associé aux dépressions s'étirant en bordure des contreforts du Zagros.

## Activités
Sur le Sahand se trouve la station de sports d'hiver de Sahand.